# Albert Nycop
Albert Werner Nycop, född 18 januari 1877 i Helsingfors, död 25 april 1946 i Stockholm, var en finländsk skådespelare och regissör. Han var på 1910- och 1920-talen en av den svenska scenkonstens främsta inhemska krafter i Finland.

## Biografi
Albert Nycop föddes i Helsingfors som son till senatorn Albert Werner Nykopp(fi) och Anne-Sophie Idestam.
Efter att ha genomgått Dramatiska teaterns elevskola i Stockholm engagerades Nycop 1905 vid Svenska Teatern i Helsingfors, där han stannade ända till 1926, och var därefter fram till sin pensionering knuten till Helsingborgs stadsteater. I Sverige blev han medborgare år 1933.
Nycop väckte genast uppmärksamhet tack vare sin kultiverade personlighet, sin distinkta diktion och intelligenta scenanalys. Hans fack blev karaktärs- och resonemangsroller, ofta i eleganta konversationspjäser. Särskilt kan nämnas titelrollen i Johan Ulfstjerna och Gustav Wasa, Onkel Teodor i Dunungen, kaptenen i Jarl Hemmers Med ödet ombord, överste Toll i Runar Schildts Galgmannen och Montgomery i Schildts Lyckoriddaren. Han var en tid chef för Svenska Teaterns inhemska avdelning och anlitades även som regissör.
Albert Nycop tillhörde släkten Nycopensis. Han var farbror till Johan Nykopp och Carl-Adam Nycop. Albert Nycop är begraven på Täby kyrkogård.

## Teater

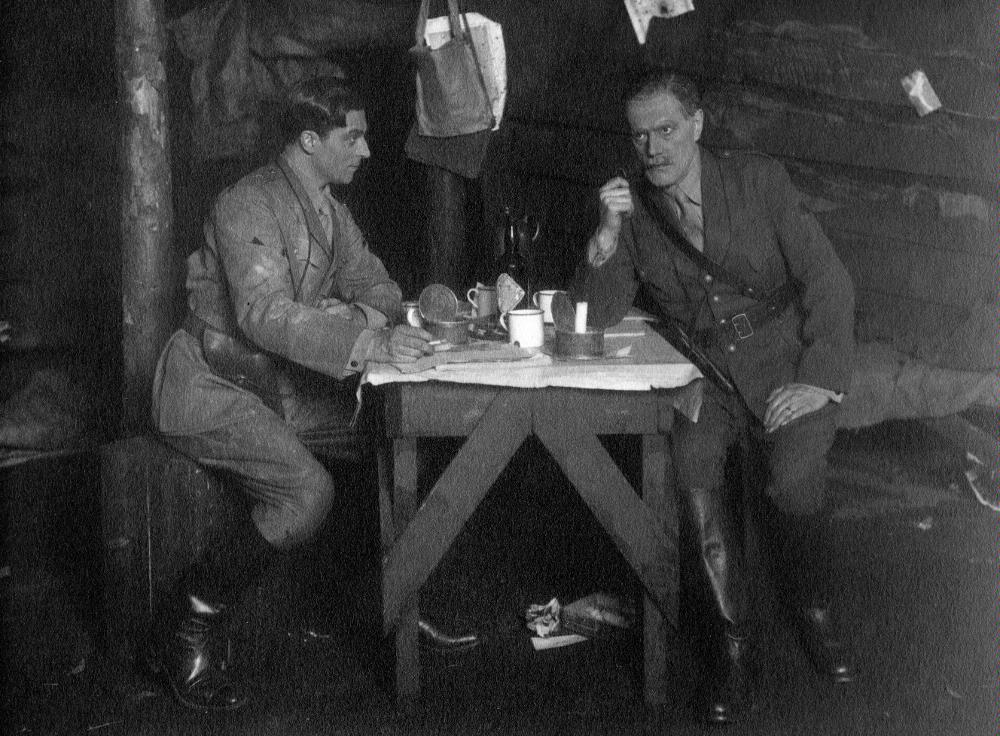
Folke Walder och Albert Nycop (t.h.) i Resans slut på Helsingborgs stadsteater 1929.

### Roller
| År   | Roll                       | Produktion                                                                       | Regi                            | Teater                       |
| ---- | -------------------------- | -------------------------------------------------------------------------------- | ------------------------------- | ---------------------------- |
| 1916 | Gregers Werle              | Vildanden Henrik Ibsen                                                           |                                 | Svenska Teatern, Helsingfors |
| 1920 | John Rhead                 | Milstolpar (Milestones) Arnold Bennett                                           | Helge Wahlgren                  | Svenska Teatern, Helsingfors |
| 1926 | Greve de Montoire-Grandpré | De nya herrarna (Les Nouveaux Messieurs) Robert de Flers och Francis de Croisset | Harry Roeck-Hansen              | Svenska Teatern, Helsingfors |
| 1926 | Peter Cauchon              | Sankta Johanna George Bernard Shaw                                               | Gösta Cederlund                 | Helsingborgs stadsteater     |
| 1927 | Charles Venables           | Vad varje kvinna vet J.M. Barrie                                                 | Elsa Carlsson                   | Helsingborgs stadsteater     |
| 1927 | General Canynge            | Vi och de våra John Galsworthy                                                   | Gösta Cederlund                 | Helsingborgs stadsteater     |
| 1927 | Herman Israel              | Gustav Vasa August Strindberg                                                    | Gösta Cederlund                 | Helsingborgs stadsteater     |
| 1927 | Whitelock                  | Kristina August Strindberg                                                       | Gösta Cederlund                 | Helsingborgs stadsteater     |
| 1927 | Maurice Messer             | Mysteriet Milton Edgar Wallace                                                   | Gösta Cederlund                 | Helsingborgs stadsteater     |
| 1927 | Edward Lennox              | Bättre folk Avery Hopwood och David Gray                                         | Gösta Cederlund                 | Helsingborgs stadsteater     |
| 1929 | Direktören                 | Periferi František Langer                                                        | Rudolf Wendbladh                | Helsingborgs stadsteater     |
| 1929 | Osborne                    | Resans slut Robert Cedric Sheriff                                                | Rudolf Wendbladh                | Helsingborgs stadsteater     |
| 1930 | Domaren                    | Volpone Ben Jonson                                                               | Rudolf Wendbladh                | Helsingborgs stadsteater     |
| 1930 | Major Liconda              | Den heliga lågan W. Somerset Maugham                                             | Rudolf Wendbladh                | Helsingborgs stadsteater     |
| 1930 | Konung Magnus              | Karusellen George Bernard Shaw                                                   | Rudolf Wendbladh                | Helsingborgs stadsteater     |
| 1930 | Direktör Sasselin          | Odågan Jacques Deval                                                             | Rudolf Wendbladh                | Helsingborgs stadsteater     |
| 1930 | Plata-Ettin                | Olympia Ferenc Molnár                                                            | Rudolf Wendbladh                | Helsingborgs stadsteater     |
| 1931 | Rüttenschöld               | Markurells i Wadköping Hjalmar Bergman                                           | Albert Nycop                    | Helsingborgs stadsteater     |
| 1931 | Pontius Pilatus            | Barabbas Michel de Ghelderode                                                    | Rudolf Wendbladh                | Helsingborgs stadsteater     |
| 1931 | Bourgine                   | "Succes!" Édouard Bourdet                                                        | Rudolf Wendbladh                | Helsingborgs stadsteater     |
| 1931 | Birger Pettersson          | Sensation Erik Lindorm                                                           | Rudolf Wendbladh                | Helsingborgs stadsteater     |
| 1931 | Regissören                 | Thalias barn Tor Hedberg                                                         | Rudolf Wendbladh                | Helsingborgs stadsteater     |
| 1931 | Filip II av Spanien        | Elisabet av England Ferdinand Bruckner                                           | Rudolf Wendbladh                | Helsingborgs stadsteater     |
| 1931 | Häradshövding Björner      | Hans nåds testamente Hjalmar Bergman                                             | Rudolf Wendbladh                | Helsingborgs stadsteater     |
| 1932 | Konrad Bienert             | Till polisens förfogande Max Alsberg och Otto Ernst Hesse                        | Albert Nycop                    | Helsingborgs stadsteater     |
| 1932 | Monsieur Nemo              | Svindlare Louis Verneuil                                                         | Rudolf Wendbladh                | Helsingborgs stadsteater     |
| 1932 | Axel Oxenstierna           | Vi Ludvig Nordström                                                              | Rudolf Wendbladh                | Helsingborgs stadsteater     |
| 1932 | Friedrich von Thalheim     | Fröken Kyrkråtta Ladislas Fodor                                                  | Albert Nycop                    | Helsingborgs stadsteater     |
| 1932 | Teaterdirektören           | Du och jag Ralph Benatzky och Hans Müller-Einigen                                | Rudolf Wendbladh                | Helsingborgs stadsteater     |
| 1933 | Matthias Clausen           | Före solnedgången Gerhart Hauptmann                                              | Rudolf Wendbladh                | Helsingborgs stadsteater     |
| 1933 | Den gamle                  | För sant för att vara bra George Bernard Shaw                                    | Rudolf Wendbladh                | Helsingborgs stadsteater     |
| 1933 | Biskop Brask               | Mäster Olof August Strindberg                                                    | Rudolf Wendbladh                | Helsingborgs stadsteater     |
| 1933 | Greve Marenzi              | Den lilla butiken (Penz nem minden) László Bús-Fekete                            | Albert Nycop                    | Helsingborgs stadsteater     |
| 1934 | Andreas von Degerfelt      | Ett brott Sigfrid Siwertz                                                        | Rudolf Wendbladh                | Helsingborgs stadsteater     |
| 1934 | Dogen i Venedig            | Othello William Shakespeare                                                      | Rudolf Wendbladh                | Helsingborgs stadsteater     |
| 1934 | Dr. Herbert Stillwell      | Dagar utan mål Eugene O'Neill                                                    | Rudolf Wendbladh                | Helsingborgs stadsteater     |
| 1934 | Per                        | Ljungby Horn Edgar Collin, Vilhelm Østergaard, och Alfred Ipsen                  | Albert Nycop                    | Helsingborgs stadsteater     |
| 1935 | Karsten Molland            | Hycklare Finn Halvorsen                                                          | Albert Nycop                    | Helsingborgs stadsteater     |
| 1935 | Stack                      | Villa Guldregn J.B. Priestley                                                    | Rudolf Wendbladh                | Helsingborgs stadsteater     |
| 1935 | Sir Arthur Chavender       | På grund George Bernard Shaw                                                     | Rudolf Wendbladh                | Helsingborgs stadsteater     |
| 1935 | Markis de Torcy            | Ett glas vatten Eugène Scribe                                                    | Rudolf Wendbladh                | Helsingborgs stadsteater     |
| 1936 | Pollinger                  | Konserten Hermann Bahr                                                           | Rudolf Wendbladh                | Helsingborgs stadsteater     |
| 1936 | Talleyrand                 | Napoleon den ende Paul Raynal                                                    | Rudolf Wendbladh                | Helsingborgs stadsteater     |
| 1937 | Pickering                  | Pygmalion George Bernard Shaw                                                    | Yngve Nordwall                  | Helsingborgs stadsteater     |
| 1937 | Generaldirektör Schmidt    | Världens lyckligaste människa Miklós László                                      | Yngve Nordwall                  | Helsingborgs stadsteater     |
| 1938 | Leonato                    | Mycket väsen för ingenting William Shakespeare                                   | Rudolf Wendbladh                | Helsingborgs stadsteater     |
| 1938 | Casten Feif                | Carl XII August Strindberg                                                       | Rudolf Wendbladh                | Helsingborgs stadsteater     |
| 1938 | Magnus Stehnfeldt          | Trions bröllop Sigfrid Siwertz                                                   | Yngve Nordwall                  | Helsingborgs stadsteater     |
| 1939 | Domaren                    | N:o 72 František Langer                                                          | Rudolf Wendbladh                | Helsingborgs stadsteater     |
| 1939 | En skolmästare             | Kärleken gör under Lope de Vega                                                  | Rudolf Wendbladh                | Helsingborgs stadsteater     |
| 1939 | Sir Bloomfield Bonington   | Doktorns dilemma George Bernard Shaw                                             | Rudolf Wendbladh                | Helsingborgs stadsteater     |
| 1939 | Mr Kirby                   | Koppla av! Moss Hart och George S. Kaufman                                       | Rudolf Wendbladh                | Helsingborgs stadsteater     |
| 1940 | Biskopen av Winterbury     | Min hustru — Dr. Carson St. John Ervine                                          | Rudolf Wendbladh                | Helsingborgs stadsteater     |
| 1940 | Sir Walter Harrowby        | Vibrationer Charles Morgan                                                       | Rudolf Wendbladh                | Helsingborgs stadsteater     |
| 1941 | Drake                      | Lyckans gullgosse Clifford Odets                                                 | Rudolf Wendbladh                | Helsingborgs stadsteater     |
| 1941 | Sir George Crofts          | Mrs Warrens yrke George Bernard Shaw                                             | Albert Nycop                    | Helsingborgs stadsteater     |
| 1941 | Axel Oxenstjerna           | Christina August Strindberg                                                      | Rudolf Wendbladh                | Helsingborgs stadsteater     |
| 1941 | Nureddin                   | Aladdin Adam Oehlenschläger                                                      | Herman Ahlsell Rudolf Wendbladh | Helsingborgs stadsteater     |
| 1941 | Dr Wutkowitz               | Kungl. Logen Karl Farkas och Hans Lang                                           | Rudolf Wendbladh                | Helsingborgs stadsteater     |
| 1942 | Minister Dusmenil          | Ministeriet vacklar Bruno Engler, Fred Heller och Leonhard Märker                | Rudolf Wendbladh                | Helsingborgs stadsteater     |
| 1943 |                            | Niels Ebbesen Kaj Munk                                                           | Rudolf Wendbladh                | Helsingborgs stadsteater     |

### Regi
| År   | Produktion                                                           | Upphovsman                                                                   | Teater                   |
| ---- | -------------------------------------------------------------------- | ---------------------------------------------------------------------------- | ------------------------ |
| 1926 | Sam Jackson i Paris L'air de Paris                                   | Maurice Hennequin och Henry de Gorsse Översättning Gunnar Klintberg          | Helsingborgs stadsteater |
| 1926 | Spelet om kärleken och döden Le Jeu de l'amour et de la mort         | Romain Rolland Översättning Carlo Keil-Möller                                | Helsingborgs stadsteater |
| 1927 | Min fröken mor Mademoiselle ma mère                                  | Louis Verneuil                                                               | Helsingborgs stadsteater |
| 1927 | Komedin på slottet Spiel im Schloss                                  | Ferenc Molnár Översättning Albert Nycop                                      | Helsingborgs stadsteater |
| 1927 | Halta Lena och vindögda Per                                          | Ernst Fastbom                                                                | Helsingborgs stadsteater |
| 1928 | Gröna hissen Fair and Warmer                                         | Avery Hopwood                                                                | Helsingborgs stadsteater |
| 1928 | Kämparna på Helgeland Hærmændene paa Helgeland                       | Henrik Ibsen                                                                 | Helsingborgs stadsteater |
| 1928 | Spanska flugan Die spanische Fliege                                  | Franz Arnold och Ernst Bach                                                  | Helsingborgs stadsteater |
| 1928 | Den första av herrarna Au premier de ces messieurs                   | Yves Mirande och André Mouézy-Éon                                            | Helsingborgs stadsteater |
| 1928 | Diktatorn Le Dictateur                                               | Jules Romains                                                                | Helsingborgs stadsteater |
| 1929 | Markisinnan The Marquise                                             | Noël Coward                                                                  | Helsingborgs stadsteater |
| 1929 | Frökens man A kisasszony férje                                       | Gábor Drégely                                                                | Helsingborgs stadsteater |
| 1929 | Dubbelexponering Double Exposure                                     | Avery Hopwood                                                                | Helsingborgs stadsteater |
| 1930 | Topaze                                                               | Marcel Pagnol Översättning Gustav Linden                                     | Helsingborgs stadsteater |
| 1930 | Kontraband                                                           | Oscar Rydqvist                                                               | Helsingborgs stadsteater |
| 1931 | Markurells i Wadköping                                               | Hjalmar Bergman                                                              | Helsingborgs stadsteater |
| 1932 | Till polisens förfogande Voruntersuchung                             | Max Alsberg och Otto Ernst Hesse Översättning Richard Erwe                   | Helsingborgs stadsteater |
| 1932 | Hennes första äventyr Her First Affaire                              | Merrill Rogers                                                               | Helsingborgs stadsteater |
| 1932 | Fröken Kyrkråtta A templom egére                                     | Ladislas Fodor Översättning Gösta Cederlund                                  | Helsingborgs stadsteater |
| 1933 | Ungkarlspappan The Bachelor Father                                   | Edward Childs Carpenter Översättning Ellen Lundberg-Nyblom                   | Helsingborgs stadsteater |
| 1933 | Hennes stora chance Britannia of Billingsgate                        | Christine Jope-Slade och Sewell Stokes Översättning Einar Fröberg            | Helsingborgs stadsteater |
| 1933 | Den lilla butiken Penz nem minden                                    | László Bús-Fekete Översättning Rune Carlsten                                 | Helsingborgs stadsteater |
| 1934 | OBS! Nymålat Prenez garde à la peinture                              | René Fauchois                                                                | Helsingborgs stadsteater |
| 1934 | Ljungby Horn Et folkesagn                                            | Edgar Collin, Vilhelm Østergaard, och Alfred Ipsen Bearbetning Frans Hedberg | Helsingborgs stadsteater |
| 1935 | Hycklare Hyklere                                                     | Finn Halvorsen                                                               | Helsingborgs stadsteater |
| 1935 | Plats för de unga Helyet az ifjúságnak                               | Paul Vulpius (Pseudonym för Ladislas Fodor och László Lakatos)               | Helsingborgs stadsteater |
| 1935 | Kvartetten som sprängdes                                             | Birger Sjöberg                                                               | Helsingborgs stadsteater |
| 1936 | Påsk                                                                 | August Strindberg                                                            | Helsingborgs stadsteater |
| 1936 | Förstår vi varandra?                                                 | Petar Preradović Översättning Richard Erwe                                   | Helsingborgs stadsteater |
| 1936 | Fridas visor eller Oscars fyra bekymmer eller En vecka i Lilla Paris | Gösta Sjöberg                                                                | Helsingborgs stadsteater |
| 1937 | Sabinskornas bortrövande Der Raub der Sabinerinnen                   | Franz och Paul von Schönthan                                                 | Helsingborgs stadsteater |
| 1938 | Ebberöds bank Ebberød Bank                                           | Axel Frische och Axel Breidahl                                               | Helsingborgs stadsteater |
| 1938 | Min fru från Paris Soubrette                                         | Jacques Deval                                                                | Helsingborgs stadsteater |
| 1940 | 30 sekunder kärlek Trenta secondi d'amore                            | Aldo De Benedetti                                                            | Helsingborgs stadsteater |
| 1941 | Mrs Warrens yrke Mrs. Warren's Profession                            | George Bernard Shaw Översättning Hugo Vallentin och Gustaf Linden            | Helsingborgs stadsteater |
| 1942 | Resan till Venedig Le Train pour Venise                              | Louis Verneuil Översättning Rickard Erwe                                     | Helsingborgs stadsteater |
| 1942 | Som folk är mest. En stockholmshistoria                              | Herbert Grevenius                                                            | Helsingborgs stadsteater |

## Verk
Nycop var också känd för sina översättningar av flera betydande pjäser till svenska. Bland dessa finns bland annat:
- Thummelunsen av Gustaf Wied (Uppförd 1909)
- Riddaren av i går av Ferenc Herczeg (Uppförd 1918)
- Mysteriet Milton av Edgar Wallace (Uppförd 1927)
- Tiggaroperan av Bertolt Brecht (Uppförd 1929)
- Höstkrokus (Uppförd 1931)